# Mr. Magoriums Wunderladen
Mr. Magoriums Wunderladen (Mr. Magorium’s Wonder Emporium) ist eine US-amerikanische Fantasy-Filmkomödie aus dem Jahr 2007. Regie führte Zach Helm, der auch das Drehbuch schrieb.

## Handlung
Molly Mahoney ist in dem Spielzeugladen Mr. Magoriums Wunderladen als Managerin tätig. Der Inhaber ist Edward Magorium, der über 200 Jahre alt ist und das Geschäft seit über 100 Jahren führt. Er stellt den Buchhalter Henry Weston ein, um den Wert des Ladens zu ermitteln, weil er plant, die Welt zu verlassen.
Der anfänglich farbige Laden, in dem die Spielzeuge durch Magie lebendig werden, wird zunehmend grau, denn er hat eine eigene Persönlichkeit und will ebenso wenig wie Mahoney, dass Magorium sie verlässt.
Nach seinem Tod will sie den Laden verkaufen, da sie glaubt, nicht über die nötige Magie zu verfügen. Am Ende findet sie doch die notwendige Kraft, den trauernden Laden zu retten.

## Kritiken
Sheri Linden schrieb in der Zeitschrift The Hollywood Reporter vom 15. November 2007, die Schrulligkeit des Films wirke aufgezwungen (the whimsy feels forced). Linden lobte die „feurigen“ Spezialeffekte, Kostüme und Kulissen. Die Charaktere hätten mehr Substanz aufweisen können.
Brian Lowry schrieb in der Zeitschrift Variety vom 12. November 2007, der „geniale“ Film beriesele mit „bezaubernden Momenten“, aber könne keine Erwachsenen für sich gewinnen. Dustin Hoffman bringe Warmherzigkeit in seine „zentrale“ Rolle.
Das Lexikon des internationalen Films urteilte: „Eine vor fantasievollen Details berstende Tragikomödie, die in ihrer Hektik und Atemlosigkeit kaum Raum für jene Magie lässt, die sie doch als höchstes Gut anpreist. Der mit einem Übermaß an Computeranimation gefertigte Fantasy-Film bleibt deshalb trotz schöner Momente eher gefühlsarm.“

## Hintergründe
Der Film wurde in Toronto gedreht. Er startete in den brasilianischen Kinos am 15. November 2007, in den kanadischen und den US-amerikanischen Kinos am 16. November 2007. Der deutsche Kinostart war am 6. Dezember 2007. Der Film spielte bis zum 27. November 2007 weltweit fast 60 Millionen US-Dollar ein, darunter ca. 31,93 Millionen US-Dollar in den Kinos der USA.